# James Holland (voetballer)
James Holland (Sydney, 15 mei 1989) is een Australisch voetballer die als middenvelder speelt. Hij maakte in 2008 zijn debuut in het Australisch voetbalelftal.

## Clubcarrière

### AZ
Holland genoot zijn jeugdopleiding in zijn vaderland bij de Newcastle Jets. Toen hij bij AZ tekende was hij jeugdinternational voor zijn land. Hij tekende op 11 januari 2009 een contract voor vierenhalf jaar bij de Nederlandse eredivisionist. De directeur voetbalzaken bij AZ vergeleek Holland met Brett Holman, al vond hij Holman een meer controlerende speler. AZ besloot hem, omwille van zijn ontwikkeling bij Jong AZ te laten spelen. In twee jaar tijd kwam hij niet aan speelminuten in de hoogste competitie van Nederland. In januari 2011 werd Holland aan Sparta Rotterdam verhuurd, een club die speelt in de Eerste divisie. Hij maakte daar het seizoen 2010/11 af en speelde veertien wedstrijden.

### Austria Wien
Op 17 januari 2012 tekende Holland een contract voor anderhalf jaar met een optie voor twee extra seizoenen bij het Oostenrijkse FK Austria Wien, al liep zijn verbintenis bij AZ nog door tot medio 2013. Hij maakte op 11 februari zijn debuut in de Bundesliga-wedstrijd tegen SV Ried. Hij speelde de volledige wedstrijd. In mei 2013 verloor hij met Austria Wien de finale om de ÖFB-Cup van FC Pasching. Het seizoen 2012/13 werd wel afgesloten als landskampioen, met een recordaantal punten.

### Latere carrière
Holland speelde een seizoen voor MSV Duisburg en vanaf medio 2017 voor Adelaide United. In januari 2017 ging hij voor het Chinese Liaoning Hongyun spelen maar verliet samen met Robbie Kruse in mei de club wegens uitblijvend salaris. Hierna ging hij in Oostenrijk voor LASK Linz spelen dat toen net naar de Bundesliga gepromoveerd was.

## Interlandcarrière
Holland werd in maart 2008 door de toenmalige bondscoach Pim Verbeek voor het eerst opgeroepen voor het Australisch voetbalelftal. Op 22 maart 2008 maakte hij zijn debuut in een vriendschappelijke interland tegen Singapore. Holland speelde de gehele wedstrijd, die eindigde in een 0-0 gelijkspel. Hij kreeg vervolgens in drie interlands in 2008 en 2009 speelminuten, waarna hij werd opgenomen in de Australische selectie voor het Wereldkampioenschap voetbal onder 20 in 2009. Hij speelde als aanvoerder mee in de groepswedstrijden, die alle drie verloren werden. In de eerste groepswedstrijd tegen Tsjechië scoorde hij de 2–1 in de blessuretijd. Hij miste in eerste instantie de strafschop, maar door een overtreding besloot scheidsrechter Marco Rodríguez Holland nog een kans te geven. Deze benutte hij. In mei 2010 besloot bondscoach Verbeek hem mee te nemen naar Zuid-Afrika, in voorbereiding voor het Wereldkampioenschap voetbal. Net als mede-eredivisionist Tommy Oar overleefde hij de laatste schifting echter niet.
Door een blessure van Tim Cahill werd Holland in maart 2011 door coach Holger Osieck opgenomen in de selectie voor een vriendschappelijke wedstrijd tegen Duitsland. Hij kreeg echter geen speelminuten. In het kwalificatietoernooi voor het wereldkampioenschap voetbal 2014 was hij weer actief voor Australië. Begin 2013 dwong Australië zijn vierde WK-kwalificatie af. Op het WK kwam Holland niet in actie en zag hij Australië vanaf de reservebank driemaal verliezen. Ook op het Aziatisch kampioenschap voetbal 2015, dat gehouden werd in eigen land en werd gewonnen, kreeg hij van bondscoach Ange Postecoglou geen speeltijd.
| Interlands van James Holland voor Australië | Interlands van James Holland voor Australië | Interlands van James Holland voor Australië | Interlands van James Holland voor Australië | Interlands van James Holland voor Australië | Interlands van James Holland voor Australië | Interlands van James Holland voor Australië |
| №                                           | Datum                                       | Wedstrijd                                   | Uitslag                                     | Soort wedstrijd                             | Doelpunten                                  |                                             |
| Als speler bij Newcastle Jets               | Als speler bij Newcastle Jets               | Als speler bij Newcastle Jets               | Als speler bij Newcastle Jets               | Als speler bij Newcastle Jets               | Als speler bij Newcastle Jets               | Als speler bij Newcastle Jets               |
| ------------------------------------------- | ------------------------------------------- | ------------------------------------------- | ------------------------------------------- | ------------------------------------------- | ------------------------------------------- | ------------------------------------------- |
| 1.                                          | 22 maart 2008                               | Singapore – Australië                       | 0 – 0                                       | Vriendschappelijk                           | 0                                           |                                             |
| 2.                                          | 23 mei 2008                                 | Australië – Ghana                           | 1 – 0                                       | Vriendschappelijk                           | 0                                           |                                             |
| 3.                                          | 22 juni 2008                                | Australië – China                           | 0 – 1                                       | Kwalificatie WK 2010                        | 0                                           |                                             |
| Als speler bij AZ                           |                                             |                                             |                                             |                                             |                                             |                                             |
| 4.                                          | 12 augustus 2009                            | Ierland – Australië                         | 0 – 3                                       | Vriendschappelijk                           | 0                                           |                                             |
| 5.                                          | 11 augustus 2010                            | Slovenië – Australië                        | 2 – 0                                       | Vriendschappelijk                           | 0                                           |                                             |
| Als speler bij FK Austria Wien              |                                             |                                             |                                             |                                             |                                             |                                             |
| 6.                                          | 6 september 2012                            | Libanon – Australië                         | 0 – 3                                       | Vriendschappelijk                           | 0                                           |                                             |
| 7.                                          | 16 oktober 2012                             | Irak – Australië                            | 1 – 2                                       | Kwalificatie WK 2014                        | 0                                           |                                             |
| 8.                                          | 14 november 2012                            | Zuid-Korea – Australië                      | 1 – 2                                       | Vriendschappelijk                           | 0                                           |                                             |
| 9.                                          | 6 februari 2013                             | Roemenië – Australië                        | 3 – 2                                       | Vriendschappelijk                           | 0                                           |                                             |
| 10.                                         | 26 maart 2013                               | Australië – Oman                            | 2 – 2                                       | Kwalificatie WK 2014                        | 0                                           |                                             |
| 11.                                         | 11 oktober 2013                             | Frankrijk – Australië                       | 6 – 0                                       | Vriendschappelijk                           | 0                                           |                                             |
| 12.                                         | 15 oktober 2013                             | Canada – Australië                          | 0 – 3                                       | Vriendschappelijk                           | 0                                           |                                             |
| 13.                                         | 26 mei 2014                                 | Australië – Zuid-Afrika                     | 1 – 1                                       | Vriendschappelijk                           | 0                                           |                                             |
| 14.                                         | 6 juni 2014                                 | Kroatië – Australië                         | 1 – 0                                       | Vriendschappelijk                           | 0                                           |                                             |
| 15.                                         | 10 oktober 2014                             | V.A.E. – Australië                          | 0 – 0                                       | Vriendschappelijk                           | 0                                           |                                             |

Bijgewerkt op 26 juni 2015.

## Erelijst
Newcastle Jets
- Landskampioen

2007/08
 Austria Wien
- Landskampioen

2013
 Australië
- Zuidoost-Aziatisch kampioenschap voetbal onder 19

2008
- Internationaal Cor Groenewegen Toernooi (u20)

2009
- Weifang Cup (u18)

2007